# 羅斯峰 (勞里島)
羅斯峰（英語：Ross Peaks），是南極洲的山峰，位於南奧克尼群島的勞里島，處於費古斯利半島和菲奇灣之間，海拔高度450米，在1987年由英國南極名稱諮詢委員命名，現時由南極條約體系管理。